# Alexandre Tassel
Alexandre Tassel (* 26. März 1975 in Angers) ist ein französischer Jazz-Trompeter.
Tassel lernte zunächst Klavier und wandte sich erst mit 18 Jahren der Trompete zu. Er studierte in der Jazz-Klasse am Konservatorium von Rouen und besuchte nebenbei die Jazzclubs von Paris, bevor er 1996 endgültig in die Hauptstadt übersiedelte. 
Dort gründete er das Kollektiv Nuits Blanches im (heute geschlossenen) Jazzclub Petit Opportun, durch das er in Kontakt mit vielen französischen Jazzmusikern kam (Emmanuel Bex, Christian Escoudé, Baptiste Trotignon, Lionel Belmondo, Tony Rabeson, aber auch Archie Shepp und David Murray). 1998 nahm er mit Musikern des Kollektivs wie Trotignon, Vincent Artaud und Olivier Temime 49 minutes d'arrêt auf, das vom Jazz Magazine zu einer der besten Platten des Jahres gewählt wurde. 1999 ging er mit seiner Produktion Booker auf Tournee (mit Tonton Salut Jazz Futures, u. a. Trotignon, Temime, dem Pianisten Franck Avitabile) und spielte auf dem Jazzfestival von Marciac. 2000 gründete und leitete er mit Guillaume Naturel das Paris Jazz Quintet mit Avitabile, dem Bassisten Gildas Scouarnec und André Ceccarelli am Schlagzeug (Album Introducing bei TCB Records). Im selben Jahr ging er mit DJ Cam auf weltweite Tournee und nahm für Columbia Soulshine auf (u. a. mit Trilok Gurtu). 2001 begann seine Zusammenarbeit mit Laurent de Wilde in dessen Elektro-Jazz Gruppe Time for Change, mit Stéphane Huchard, Minino Garay, sowie dem Rapper Disiz la Peste. Mit Guillaume Naturel nahm er das Duo-Album Fillet of Soul by Tassel et Naturel auf. 2003 tourte er mit Manu Katché, mit dem er auch aufnahm, so auf dem Album Food for Thought 2007 (u. a. mit Avitabile, de Wilde, Marcus Miller, DJ Cam, dem Rapper Guru). Außerdem ist er auf Kompilationen von Jazz-Lounge Musik wie St.Germain des Prés Café (Wagram) vertreten.